# 杉山智之
杉山 智之（すぎやま ともゆき、1968年5月- ）は、日本の工学者。日本原子力研究開発機構安全研究センター副センター長を経て、原子力規制委員会委員。

## 経歴・人物
- 1968年 静岡県出身[2]
- 1996年 東京工業大学（のちの東京科学大学）大学院理工学研究科博士課程修了[1]、博士（工学）[3]
- 1996年 日本原子力研究所入所[1]
- 2005年 日本伝熱学会評議員[4]
- 2009年 日本機械学会熱工学部門部門運営委員[5]
- 2010年 日本原子力研究開発機構安全研究センター燃料安全研究グループ研究主幹[1]
- 2014年 環境省原子力規制委員会原子力規制庁長官官房技術基盤グループ技術基盤課原子力規制専門職[1][6]
- 2016年 日本原子力研究開発機構安全研究・防災支援部門安全研究センター研究主席・シビアアクシデント評価研究グループリーダー[1]
- 2018年 日本原子力研究開発機構安全研究・防災支援部門安全研究センターリスク評価研究ディビジョン長[1]
- 2020年 日本原子力研究開発機構安全研究・防災支援部門安全研究センター原子炉安全研究ディビジョン長[1]
- 2022年 日本原子力研究開発機構安全研究・防災支援部門安全研究センター副センター長兼安全研究・防災支援部門安全研究センター原子炉安全研究ディビジョン長[1][7]
- 2022年 環境省原子力規制委員会委員[1]
- 2023年 環境省原子力規制委員会高経年化した発電用原子炉の安全規制に関する検討チーム担当[8]

## 受賞
- 日本原子力学会賞・論文賞 2007年度[9]